# Rodrigo Conde
Rodrigo Conde Romero (Moaña, 3 de septiembre de 1997) es un deportista español que compite en remo.
Ganó una medalla de plata en el Campeonato Mundial de Remo de 2022 y dos medallas de plata en el Campeonato Europeo de Remo, en los años 2022 y 2024, en la prueba de doble scull.
Haciendo pareja con Aleix García, alcanzó la final del doble scull en los Juegos Olímpicos de París 2024, donde acabó en quinta posición.
Además, ha obtenido algunos podios en la Copa Mundial de Remo: dos terceros lugares en 2022 y uno de segundo en 2023.

## Palmarés internacional
| Campeonato Mundial | Campeonato Mundial       | Campeonato Mundial | Campeonato Mundial |
| Año                | Lugar                    | Medalla            | Prueba             |
| ------------------ | ------------------------ | ------------------ | ------------------ |
| 2022               | Račice (República Checa) | Medalla de plata   | Doble scull        |
| Campeonato Europeo |                          |                    |                    |
| Año                | Lugar                    | Medalla            | Categoría          |
| 2022               | Múnich (Alemania)        | Medalla de plata   | Doble scull        |
| 2024               | Szeged (Hungría)         | Medalla de plata   | Doble scull        |